# Anne Lister (ilustradora)
Anne Lister o Anna Lister (1671–1700) fue una ilustradora de historia natural inglesa. Ella y su hermana estuvieron empleadas y entrenadas por su padre Martin Lister. Está considerada entre las «primeras ilustradoras científicas que utiliza un microscopio».

## Biografía
Anne (también conocida como Anna y Nancy) nació a Helen Lister y physician y miembro de Sociedad Real Martin Lister en 1671.

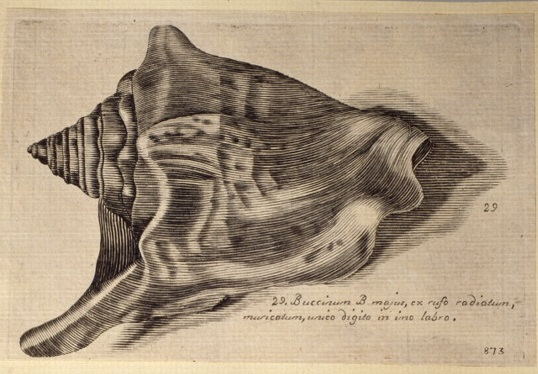
Croquis de Strombis tricornis por Anne Lister para el libro de su padre

La formación de Anne o Anna comenzó cuando era joven, ya que existen cartas de su padre a su madre donde él nota que está enviando a sus hijas, Anna y Susanna, materiales de arte. Él dice que no deberían usarlos hasta que se les haya mostrado la forma correcta de usarlos.
Anne hizo  algunas ilustraciones para que su padre presentara a las Transacciones Filosóficas. Como resultado, es ahora considerada "entre las primeras ilustradoras científicas en utilizar un microscopio". Su padre publicó De cochleis que incluía ilustraciones firmadas por Anna y su hermana.  En 1685 se publicó la primera versión de la obra de su padre Historia conchyliorum con más de 1,000 láminas. Se cree que las placas datan de tres años de trabajo desde 1685 a 1688. Su padre calculó el valor de sus ilustraciones en $ 2000. Debido a que el texto del libro de Lister se aplicó directamente sobre las planchas de cobre, la familia Lister pudo crear el libro.
Los grabados se utilizaron en reimpresiones y muchas de las acuarelas originales se conservan en la Biblioteca Bodleian de Oxford.